# Crianlarich
Crianlarich (gael. A' Chrìon Làraich) è un villaggio del Regno Unito in Scozia, nell'area amministrativa di Stirling.